# David Douline
David Douline (Grenoble, 1993. május 28. –) francia labdarúgó, a svájci Servette középpályása.

## Pályafutása
Douline a franciaországi Grenoble városában született. Az ifjúsági pályafutását a Saint-Étienne akadémiájánál kezdte.
2010-ben mutatkozott be a Saint-Étienne tartalékkeretében. 2011 és 2017 között az Évian Thonon II, a Monts d'Or Azergues Foot és a Le Puy Foot 43 Auvergne csapatánál szerepelt. 2017-ben a másodosztályú Clermont Foot szerződtette. A 2018–19-es szezonban a Rodez csapatát erősítette kölcsönben. A lehetőséggel élve, 2019-ben a Rodezhez igazolt. 2021. július 1-jén kétéves szerződést kötött a svájci első osztályban érdekelt Servette együttesével. Először a 2021. július 25-ei, Sion ellen 2–1-re megnyert mérkőzés 78. percében, Theo Valls cseréjeként lépett pályára. Első gólját 2022. szeptember 11-én, a Zürich ellen hazai pályán 3–2-es győzelemmel zárult találkozón szerezte meg.

## Statisztika
2023. január 29. szerint.
| Klub               | Szezon   | Bajnokság          | Bajnokság | Bajnokság | Kupa  | Kupa  | Nemzetközi | Nemzetközi | Összesen | Összesen |
| Klub               | Szezon   | Bajnokság          | Mérk.     | Gólok     | Mérk. | Gólok | Mérk.      | Gólok      | Mérk.    | Gólok    |
| ------------------ | -------- | ------------------ | --------- | --------- | ----- | ----- | ---------- | ---------- | -------- | -------- |
| Clermont Foot      | 2017–18  | Ligue 2            | 16        | 2         | 3     | 0     | —          | —          | 19       | 2        |
| Clermont Foot      | 2018–19  | Ligue 2            | 4         | 0         | 2     | 0     | —          | —          | 6        | 0        |
| Clermont Foot      | Összesen | Összesen           | 20        | 2         | 5     | 0     | 0          | 0          | 25       | 2        |
| Rodez (kölcsönben) | 2018–19  | National           | 27        | 3         | 1     | 0     | —          | —          | 28       | 3        |
| Rodez              | 2019–20  | Ligue 2            | 25        | 1         | 3     | 1     | —          | —          | 28       | 2        |
| Rodez              | 2020–21  | Ligue 2            | 31        | 3         | 0     | 0     | —          | —          | 31       | 3        |
| Rodez              | Összesen | Összesen           | 83        | 7         | 4     | 1     | 0          | 0          | 87       | 8        |
| Servette           | 2021–22  | Swiss Super League | 28        | 0         | 2     | 0     | 1          | 0          | 31       | 0        |
| Servette           | 2022–23  | Swiss Super League | 16        | 1         | 2     | 0     | —          | —          | 18       | 1        |
| Servette           | Összesen | Összesen           | 44        | 1         | 4     | 0     | 1          | 0          | 49       | 1        |
| Összesen           | Összesen | Összesen           | 147       | 10        | 13    | 1     | 1          | 0          | 161      | 11       |

## Sikerei, díjai
Rodez
- National
  - Feljutó (1): 2018–19